# Anguilla malgumora
Anguilla malgumora (вугор довгоперий індонезійський) — вид вугреподібних риб роду Прісноводний вугор (Anguilla). Вид описав Йоган Якоб Кауп у 1856 році.

## Поширення
Цей тропічний вугор відомий з прісних вод островів Борнео та Сулавесі (Індонезія) та Філіппін.

## Опис
Самці можуть досягати 80 сантиметрів завдовжки.

## Спосіб життя
Вугрі проводять більшу частину свого життя в прісній воді, воліючи жити між камінням у прозорих, швидких струмках, але мігрують до океану, щоб розмножуватися.